# Gerry Ashmore
Gerry Ashmore (West Bromwich, Staffordshire, 25 de julio de 1936-25 de agosto de 2021) fue un piloto de automovilismo británico. En Fórmula 1 corrió 4 Grandes Premios sin obtener premios.
Ashmore comenzó su carrera en Fórmula Junior junto con su hermano Chris, en 1960. Más tarde ese año compitió en Zeltweg y Innsbruck, terminando tercero detrás de Hans Herrmann y Wolfgang von Trips. En 1961 entró en la Fórmula 1 con un Lotus 18 privado, y acabó segundo en el Gran Premio de Nápoles detrás de Giancarlo Baghetti después de hacer la pole position. Posteriormente, tomó parte en el Gran Premio de Gran Bretaña pero se retiró a las pocas vueltas. Su última aparición en el campeonato mundial fue con su Lotus en 1962 en Monza, pero no se clasificó.
Murió de cáncer el 25 de agosto de 2021 a la edad de 85 años.

## Resultados

### Fórmula 1
(Clave) (negrita indica pole position) (cursiva indica vuelta rápida)

| Año  | Escudería     | 1   | 2   | 3   | 4   | 5       | 6      | 7       | 8   | 9   | Pos. | Puntos |
| ---- | ------------- | --- | --- | --- | --- | ------- | ------ | ------- | --- | --- | ---- | ------ |
| 1961 | Gerry Ashmore | MON | NED | BEL | FRA | GBR Ret | GER 16 | ITA Ret | USA |     | NC   | 0      |
| 1962 | Gerry Ashmore | NED | MON | BEL | FRA | GBR     | GER    | ITA DNQ | USA | RSA | NC   | 0      |